# Kōhei Kiyama
Kōhei Kiyama (jap. 喜山康平 Kiyama Kōhei; ur. 22 lutego 1988) – japoński piłkarz występujący na pozycji pomocnika. Obecnie występuje w Fagiano Okayama.

## Kariera klubowa
Od 2006 roku występował w klubach Tokyo Verdy, Fagiano Okayama, Kamatamare Sanuki i Matsumoto Yamaga FC.